# り
り або リ (/ri/; МФА: [ɺі] • [ɺʲ] або [ɾі] • [ɾʲ]; укр. рі) — склад в японській мові, один зі знаків японської силабічної абетки кана. Становить 1 мору. Розміщується у комірці 2-го рядка 9-го стовпчика таблиці ґодзюон.

## Короткі відомості

### Опис
Фонема сучасної японської мови. Складається з одного приголосного звука та одного неогубленого голосного переднього ряду високого піднесення /і/ (い).
| Ясенний боковий одноударний: |  | /r/ → | り | [ɺі] | (на початку слова наближається до [di]) |

При додаванні до приголосного [ɺ] або [ɾ] голосного [і], відбувається явище палаталізації. Палаталізований звук позначається як [ɺʲ] або [ɾʲ].

### Порядок
Місце у системах порядку запису кани:
- Порядок ґодзюону: 40. Якщо враховувати знаки рядків い і え стовпчика や, то 42.
- Порядок іроха: 9. Між ち і ぬ.

### Абетки
- Хіраґана: り

Походить від скорописного написання ієрогліфа 利 (рі, користь).
- Катакана: リ

Походить від скорописного написання правої складової ієрогліфа 利 (рі, користь).
- Манйоґана: 里 • 理 • 利 • 梨 • 隣 • 入 • 煎

### Транслітерації
- Кирилиця:
Система Поліванова: РІ (рі).
Альтернативні системи: РІ (рі).
- Латинка
Система Хепберна: RI (ri).
Японська система: RI (ri).
JIS X 4063: ri
Айнська система: RI (ri).

### Інші системи передачі
- Шрифт Брайля:
| ●－ ●● －－ |
- Радіоабетка: РІнґо но РІ (りんごのリ; «рі» яблука)
- Абетка Морзе: －－・